# Positive Mind
Positive Mind je česká obtížněji zařaditelná, "tvrdě" rocková skupina fungující již roku 1998. Její současná hudební tvorba v sobě mísí prvky "new school" HC, metal, ale i post-hc i indie rock. Na kontě mají dvě EP (The Stooge – 2001, Lost Kids – 2007) a jedno dlouhohrající album Silence Gives Consent 2010, které vyšlo spolu s DVD Buena Vista Concert pod hlavičkou jejich D.I.Y. labelu Flying Tones.
Kapela prošla dvěma zásadními změnami, v roce 2007 a 2012. Současná sestava se ustálila na Albert Švec – zpěv, David "Kopee-T" Ondřich – baskytara, Jan J. Šimon – kytara + zpěv, Martin "Banjo" Benďák – kytara, Jan "Štěpi" Štěpánek – bicí.

## Období Stooge 1998 – 2001
Kapelu Positive Mind založil Petr Bárt Bártík v Boru v roce 1998.
První funkční sestava, která vydržela skoro sedm let, byla Petr Bárt Bártík – kytara, Míra Bočan – kytara, David "Kopee-T" Ondřich – baskytara a Patrick Raab – bicí a zpěvák Lukáš "Henry" Packan z kapely Pain of Another.
Kapela přejala tzv.new york hard core styl a etablovala se sérií koncertů po západních Čechách. Pro Plzeň je objevili pořadatelé série večírků X-CORE VISION a X-CORE SESSION Ondřej Müller a J. J. Šimon. Kapela zanedlouho vydává MCD Stooge – 2001, které natáčí v Hudebním Studiu Kdyně, což byla hlavní cena za první místo v hudební soutěži amatérských kapel Múza 2000.
K natáčení je přizván J. J. Šimon, který EP hudebně režíruje. EP vyšlo jako D.I.Y. MCD a obsahuje 4 skladby. V recenzích sklidilo průměrné přijetí, ale kladné v hard core kruzích.

## Období Lost Kids 2002 – 2007
Positive Mind odehrají velké množství koncertů a festivalů nejen v České republice, ale i Německu. Během jednoho roku začnou psát další skladby. V kapele ale i přes celoroční koncertní zápřah v roce 2004 odejdou do studia a nahrávku opět produkuje J. J. Šimon. Natáčí opět pouhé EP. Dokončovací práce se neúměrně protahovat. Míra Bočánek a posléze i Lukáš "Henry" Packan díky mnoha absencím ve studiu zdrží nahrávku o rok a půl. Když EP vychází, kapelu se v únoru 2007 rozhodne opustit Míra Bočánek.
Neuvěřitelnou shodou náhod ve stejný den (kdy odchází Míra "Bočánek" Bočan) se rozpadá kapela Tryzna, jejímž členem byl J. J. Šimon a dlouholetý přítel kapely. Jako hud.producent obou nahrávek Positive Mind byl logicky osloven jako první. Nabídku přijal po dvou měsících.
V nové sestavě se kapela představila v červnu 2007 na Basinfire festivalu ve Spáleném Poříčí.
Na kontě měli v té době víc než 350 koncertů a především EP, které obsahoval hit Lost Kids. Ten jim otevřela dveře do širšího povědomí i na pódia větších festivalů.

## Období Silence Gives Consent 2008 – 2011
Díky příchodu J. J. Šimona se Positive Mind stali aktivnějšími než kdy před tím. V roce 2008 pořizují záznam koncertu v Buena Vista Clubu. Ten se později objeví jako součást jejich prvního dlouhohrajícího počinu Silence Gives Consent 2010 v podobě DVD.
Produkce Silence Gives Consent byla pojata mnohem velkoryseji než dosud. Točilo se od října 2009 do ledna 2010 v již novém studiu v Ledcích u Plzně Matylda pod zvukařskou taktovkou Michala Mišuse Rajtmajera. Ve skladbě Truth hunters´engine hostuje zpěvačka Ema Brabcová. Mixovalo se dva měsíce tamtéž. Deska vychází v květnu 2010, v režii jejich vlastního D.I.Y.labelu Flying Tones. Desku produkoval Jan J.Šimon, masteroval Vladimír Papež ve studiu Svengali.
Na obal se dostaly malby předního českého abstraktisty Václava Maliny, na přední část obalu malba grafika Pavla Příkraského.
Kapela odjede dvě celorepublikové turné a natáčí videoklip k singlu Justice core inside. (režie Petr Pánek / v hlavní roli Jan Holík.) (ke zhlédnutí zde:)
Na konci října 2011 opouští z důvodu časového vytížení hned tři členové Petr Bárt Bártík, Patrick Raab a především Lukáš Henry Packan. Kapelu opouští, ale dávají zbývajícím dvěma členům, J. J. Šimonovi a Kopee-tovi souhlas pokračovat dál.

## Současnost
Další náhoda:v historii kapely: ve stejném měsíci se rozpadá jiná plzeňská kapela Dive, jejíž bubeník Jan Štěpánek je dlouholetý kamarád obou zbylých členů Positive Mind. Jen týden po rozpadu měli všichni tři jasno v pokračování kapely.
Na jaře se připojuje kytarista Martin Banjo Benďák (aktivní v kapele Zubathaa jako bubeník, jinak kytarista kapel jako Bed Sores, Feeble-Minded nebo Sun.has.cancer). Konkurz na zpěváka vyhrál slovenský zpěvák Jáno Hajdu, kterého však po prvním koncertě (11.1.2013) nahradil zpěvák a herec Albert "Adolpho" Švec (Eine Kleine Bang Bang).
Se současnou sestavou připravují další nahrávku.

## Diskografie
- 2001 MCD Stooge
- 2002 kompilace Release x-core vision
- 2004 Strike compilation
- 2007 MCD Lost Kids
- 2010 CD+DVD Silence Gives Consent
- 2014 CD/LP Individualist